# C8H20N4
化学式C8H20N4（摩尔质量：172.27 g/mol）可以指：
- 1,4-二(2-氨乙基)哌嗪，CAS号：6531-38-0
- 1,4,7,10-四氮杂环十二烷，CAS号：294-90-6
- N-［2-(1-哌嗪基)乙基］乙二胺，CAS号：24028-46-4

|  | 这个同类索引页列出了具有相同分子式的化学物（即同分異構體）条目。 除非您是有意链接至本页，否则应将相应条目的内部链接指向正确的条目。 |